# Broken Hope
Broken Hope (engl. für „Gebrochene Hoffnung“) ist eine US-amerikanische Death-Metal-Band aus Chicago.

## Geschichte
Broken Hope wurden im Jahre 1988 vom Gitarristen Jeremy Wagner gegründet, während er noch die High School besuchte. Nachdem die Band zwei Demoaufnahmen angefertigt und verbreitet hatte, erlangte sie 1990 einen Plattenvertrag bei einem kleineren Label. 1991 wurde das Debüt Swamped in Gore produziert, welches als erstes Death-Metal-Album vollständig digital aufgenommen wurde. Das Album erntete größtenteils positive Kritiken und verschaffte der Band ihren Durchbruch. 1993 erfolgte ein Wechsel hin zum größeren Label Metal Blade Records. Das 1995 herausgegebene Album Repulsive Conception wurde in die monatlichen Top 25 Metal-Charts des US-amerikanischen Musikmagazins CMJ aufgenommen.
Ende der Neunziger Jahre hatte die Band 10 Jahre lang nahezu ununterbrochen getourt und an ihren Alben gearbeitet, bis sich erste Probleme mit dem Label einstellten. Auch unter den Bandmitgliedern kam es zu Unstimmigkeiten. 1999 veröffentlichten Broken Hope ihr vorerst letztes Album Grotesque Blessings und absolvierten zwei Tourneen durch Nordamerika und Europa, bevor Wagner im Jahr 2000 die Band auflöste.
Einige Jahre später jedoch planten die drei ehemaligen Mitglieder Jeremy Wagner, Shaun Glass und Joe Ptacek eine Wiedervereinigung; dieses Vorhaben wurde jedoch durch den Suizid Ptaceks im Januar 2010 vorerst zunichtegemacht. Im Jahr 2012 schließlich reformierte sich die Band und erhielt einen Plattenvertrag bei Century Media Records.
Im August 2013 wurde das sechste Studioalbum Omen of Disease angekündigt und Damian Leski (Gorgasm) als neuer Sänger vorgestellt. Im Dezember 2014 verkündeten Shaun Glass und Chuck Wepfer Broken Hope verlassen zu haben um sich auf ihre Metalcore-Band Dirge Within (zeitweise in The Bloodline umbenannt) konzentrieren zu können. Sie wurden von Matt Szlachta (Dirge Within, Chimaira) und Diego Soria (Disgorge) ersetzt.

## Diskografie

### Studioalben
- 1991: Swamped in Gore
- 1993: The Bowels of Repugnance
- 1995: Repulsive Conception
- 1997: Loathing
- 1999: Grotesque Blessings
- 2013: Omen of Disease
- 2017: Mutilated and Assimilated

### Sonstiges
- 1990: Broken Hope (Demo)
- 1990: Demo 2 (Demo)
- 1993: Demo 1993 (Demo)
- 1993: Hobo Stew (EP)